# Герман Рейдон
Герман Рейдон (на френски: Germain Reydon) е католически свещеник, успенец, редактор и издател на първото католическо списание в България – „Поклонник“.

## Биография
Герман Августин Рейдон е роден на 27 май 1873 г. в Саблиер, департамента Ардеш, Франция. Той израства в християнско семейство, което дава на католическата църква трима свещеници и една монахиня. През 1886 г. започва да учи в Руса, департамента Дром.
През 1891 г. завършва хуманитарни науки в Клермаре, департамента Па дьо Кале. На 14 август 1891 става послушник в мисията на успенците в предградието Ливри-Гарган в Париж с името Мария-Герман. Рейдон дава вечните си обети на 15 август 1893 г. в мисията на успенците във Фанараки, близо до Цариград.
След това е изпратен в Одрин и работи като преподавател в училището „Свети Базил“. До 1896 г. се посвещава изцяло на обучението на своите ученици. През 1896 г. е изпратен да учи философия и теология в Кади Хаскьой (Халкедон). Ръкоположен за свещеник на 17 септември 1899 г.
По неговите думи той посвещава цялото си сърце за да работи в Източната мисия на успенците.  От 1899 г. до 1904 г. работи в мисията в Караагач (Одрин), която е по славянски ритуал. Работата му в енорията в Сливен – обща за западния и източния обред – е изпълнена с много труд, трудности и жертви, но и с пионерска издателска дейност. От 1904 до 1913 г. там, наред с поставяне на основите на епархията, той поставя основите и на българската католическа преса.
Преди започването на Първата световна война, той е преместен в Пловдив. През 1916 г. по политически причини напуска България и се връща във Франция през Румъния, Русия и Англия. Отец Рейдон е мобилизиран и назначен във Френското министерство на външните работи заради владеенето на български език.
Демобилизиран през 1919 г., той скоро се връща в България и започва да работи в мисията на успенците в Ямбол. През 1921 г. е отново в Пловдив, където се отдава отново на издателска дейност.
След политическите промени след 1944 г., на 11 декември 1948 г. отец Герман е експулсиран от България и се завръща във Франция. Работи като свещеник в План-д'Опс-Сент-Бом, Вар. След като здравето му се влошава, той се завръща в Лорг, където умира на 11 август 1952 г.

## Творчество
В некролога му, издаден от успенците, отец Герман Рейдон е наречен апостол на католическата преса в България. През първото десетилетие на ХХ век в Сливен той редактира и издава първото католическо списание „Поклонник“, след войните го издава в Пловдив. Издава брошури и притурката „Животът на светиите“ към списанието.
През 1912 г. той започва да издава и списание „Вяра и Наука“, на което сътрудничат свещеници и миряни не само от Югоизточна България. Статиите в списанието са преводни и оригинални, на религиозно-философски теми, хроники, биографии на видни католици и светци и др. Сътрудници на отец Рейдон са Методий Устичков, Вартоломей Шишков, и др.
Автор и преводач е на много трудове, сред които „Какво искат католиците в България“ и „Ръководство за религиозно обучение“ (превод на български език).
- Герман Рейдон, Явленията на Дева Мария в Лурд, издателство Софийско-Пловдивска епархия, Пловдив 1997 г.